# Olympische Winterspiele 2002/Teilnehmer (Niederlande)
| Gelbes Symbol für Goldmedaillen mit stilisierten Olympischen Ringen | Graues Symbol für Silbermedaillen mit stilisierten Olympischen Ringen | Braundes Symbol für Bronzemedaillen mit stilisierten Olympischen Ringen |
| ------------------------------------------------------------------- | --------------------------------------------------------------------- | ----------------------------------------------------------------------- |
| 3                                                                   | 5                                                                     | —                                                                       |

Die Niederlande nahm 2002 zum 17. Mal an Olympischen Winterspielen teil. Das Land trat mit einer Delegation von 27 Athleten an, die in vier verschiedenen Disziplinen antraten. Im Eisschnelllauf konnten dabei drei Gold- und fünf Silbermedaillen gewonnen werden. Damit wurde Platz neun im Medaillenspiegel erreicht.

## Flaggenträger
Die Snowboarderin Nicolien Sauerbreij trug die Flagge der Niederlande während der Eröffnungsfeier im Rice-Eccles Stadium, bei der Schlussfeier wurde sie vom Eisschnellläufer Gerard van Velde getragen.

## Medaillengewinner

### Gold
| Name              | Sportart       | Wettkampf       |
| ----------------- | -------------- | --------------- |
| Jochem Uytdehaage | Eisschnelllauf | 5000 m Männer   |
| Jochem Uytdehaage | Eisschnelllauf | 10.000 m Männer |
| Gerard van Velde  | Eisschnelllauf | 1000 m Männer   |

### Silber
| Name              | Sportart       | Wettkampf       |
| ----------------- | -------------- | --------------- |
| Renate Groenewold | Eisschnelllauf | 3000 m Frauen   |
| Gretha Smit       | Eisschnelllauf | 5000 m Frauen   |
| Jan Bos           | Eisschnelllauf | 1000 m Männer   |
| Gianni Romme      | Eisschnelllauf | 10.000 m Männer |
| Jochem Uytdehaage | Eisschnelllauf | 1500 m Männer   |

## Übersicht der Teilnehmer

### Bob
Frauen, Zweier
- Eline Jurg, Nannet Kiemel-Karenbeld
6. Platz (1:39,18 min)

- Ilse Broeders, Jeannette Pennings
10. Platz (1:39,37 min)

Männer, Zweier
- Arend Glas, Marcel Welten
16. Platz (3:13,08 min)

Männer, Vierer
- Timothy Beck, Arend Glas, Arnold van Calker, Marcel Welten
17. Platz (3:10,38 min)

### Eisschnelllauf
Frauen
- Tonny de Jong
1500 m: 7. Platz (1:56,02 min)
3000 m: 5. Platz (4:00,49 min)
5000 m: 7. Platz (7:01,17 min)

- Renate Groenewold
1500 m: Aufgabe
3000 m: Silber (3:58,94 min)

- Andrea Nuyt
500 m: 4. Platz (75,37 Pkt.)
1000 m: 8. Platz (1:14,65 min)

- Gretha Smit
3000 m: 11. Platz (4:07,41 min)
5000 m: Silber (6:49,22 min)

- Annamarie Thomas
1000 m: 15. Platz (1:15,20 min)
1500 m: 11. Platz (1:56,45 min)

- Marianne Timmer
500 m: 8. Platz (76,17 Pkt.)
1000 m: 4. Platz (1:14,45 min)
1500 m: 21. Platz (1:59,60 min)

- Marja Vis
5000 m: 13. Platz (7:19,08 min)

- Marieke Wijsman
500 m: 17. Platz (77,10 Pkt.)
1000 m: 18. Platz (1:16,48 min)

Männer
- Jan Bos
500 m: 9. Platz (69,86 Pkt.)
1000 m: Silber (1:07,53 min)
1500 m: 7. Platz (1:45,63 min)

- Bob de Jong
5000 m: 30. Platz (6:43,97 min)
10.000 m: 15. Platz (13:48,93 min)

- Ids Postma
500 m: 27. Platz (72,49 Pkt.)
1000 m: 17. Platz (1:09,15 min)
1500 m: 5. Platz (1:45,41 min)

- Rintje Ritsma
1500 m: 9. Platz (1:45,86 min)

- Gianni Romme
10.000 m: Silber (13:10,03 min)

- Jochem Uytdehaage
1500 m: Silber (1:44,57 min)
5000 m: Gold (6:14,66 min)
10.000 m: Gold (12:58,92 min)

- Gerard van Velde
500 m: 4. Platz (69,49 Pkt.)
1000 m: Gold (1:07,18 min)

- Carl Verheijen
5000 m: 6. Platz (6:24,71 min)

- Erben Wennemars
500 m: 10. Platz (69,89 Pkt.)
1000 m: 5. Platz (1:07,95 min)

### Shorttrack
Männer
- Cees Juffermans
500 m: 20. Platz (43,253 s, Qualifikation)
1000 m: 18. Platz (1:29,249 min, Qualifikation)
1500 m: 8. Platz (2:20,397 min, B-Finale)

### Snowboard
Frauen
- Nicolien Sauerbreij
Parallel-Riesenslalom: 24. Platz